# Nationaal-conservatisme
Nationaal-conservatisme is een politieke term die voornamelijk in Europa gebruikt wordt om een variant van conservatisme te beschrijven die meer gericht is op nationale belangen dan standaard conservatisme en die ook de culturele en etnische identiteit verdedigt, hoewel het niet uitgesproken nationalistisch is of een extreemrechtse benadering steunt. In Europa zijn nationaal-conservatieven meestal eurosceptici.
Nationaal-conservatisme is gerelateerd aan sociaal-conservatisme, en als zodanig sterk gericht op de traditionele familie en de sociale stabiliteit. Volgens een Oostenrijks geleerde "prijst nationaal-conservatisme de familie als een huis en een centrum van identiteit, solidariteit en emotie." Veel nationaal-conservatieven zijn dus sociaal-conservatieven, en zijn dus voorstander van het limiteren van immigratie.
Als zodanig kunnen de nationaal-conservatieven onderscheiden worden van economische conservatieven, voor wie vrije markt economisch beleid, deregulering en fiscaal conservatisme de belangrijkste prioriteiten zijn. Sommige commentatoren hebben een groeiende kloof tussen de nationaal- en economische conservatieven geïdentificeerd: "de meeste rechtse partijen worden geleid door economische conservatieven, die in verschillende mate, de sociaal-, cultureel-, en nationaal-conservatieven hebben gemarginaliseerd." Nationaal-conservatisme wordt ook gerelateerd aan traditionalistisch conservatisme.

## Nationaal-conservatieve partijen
- Armenië - Republikeinse Partij van Armenië
- België - Vlaams Belang
- Denemarken - Deense Volkspartij
- Duitsland - Alternatieven voor Duitsland
- Estland - Conservatieve Volkspartij van Estland
- Finland - Finnenpartij
- Frankrijk - Beweging voor Frankrijk
- Griekenland - Orthodox Volksalarm
- Hongarije - Fidesz - Hongaarse Burger Unie
- Letland - Voor Vaderland en Vrijheid / LNNK
- Litouwen - Orde en Rechtvaardigheid
- Nederland - Forum voor Democratie, JA21, BVNL
- Oostenrijk - Vrijheidspartij van Oostenrijk
- Panama - Panameñistische Partij
- Polen - Recht en Rechtvaardigheid
- Servië - Democratische Partij van Servië, Nieuw Servië
- Zweden - Zweden-democraten
- Zwitserland - Zwitserse Volkspartij
- Slowakije - Beweging voor een Democratisch Slowakije
- Verenigd Koninkrijk - Democratische Unionistische partij, Traditionele Unionistische Stem